# OGLE-TR-56b
OGLE-TR-56b – planeta pozasłoneczna orbitująca wokół gwiazdy OGLE-TR-56.
Ma masę o 30% większą niż Jowisz i o 20% większą od niego średnicę. Krąży 3,4 mln km od centralnej gwiazdy układu planetarnego, a więc 17 razy bliżej niż Merkury w Układzie Słonecznym. Jej rok trwa 29 godzin.
Odkrycia planety dokonał Maciej Konacki przy współpracy m.in. z międzynarodowym zespołem astronomów i naukowcami z projektu OGLE pod kierunkiem prof. Andrzeja Udalskiego z Obserwatorium Astronomicznego Uniwersytetu Warszawskiego przy użyciu teleskopu Keck I na Hawajach.
| Jowisz | OGLE-TR-56b |
| ------ | ----------- |
|        |             |